# Wilhelm Ziehr
Wilhelm Ziehr (Berlín, 21 de noviembre de 1938) es un escritor, lexicógrafo e historiador de Alemania.

## Biografía
Pasó parte de su infancia en Turingia, se graduó de secundaria en Eisenberg (Abitur, 1957)  y estudió historia y filologías alemana y romance en la Universidad de Tubinga y en la Sorbona.
Vivió en Menorca (1996-2005) y desde 2005 vive en Potsdam.

## Escritos
- Schweizer Lexikon, 1991–1993,
- Weltreise, 1970–1974
- Gletscher, Schnee und Eis. Das Lexikon zu Glaziologie, Schnee- und Lawinenforschung in der Schweiz. 1993
- Diario del asedio de la fortaleza de San Felipe en la isla de Menorca, 2004
- Flügel der Ferne, 2017
- Zwischen Mond und ästhetischer Maschine, 2018